# نیلوفر صحرایی
نیلوفر صحرایی، تمیس (نام علمی: Dioscorea communis) نام یک گونه از سرده دایوسکوریا است.